# Halbestadt

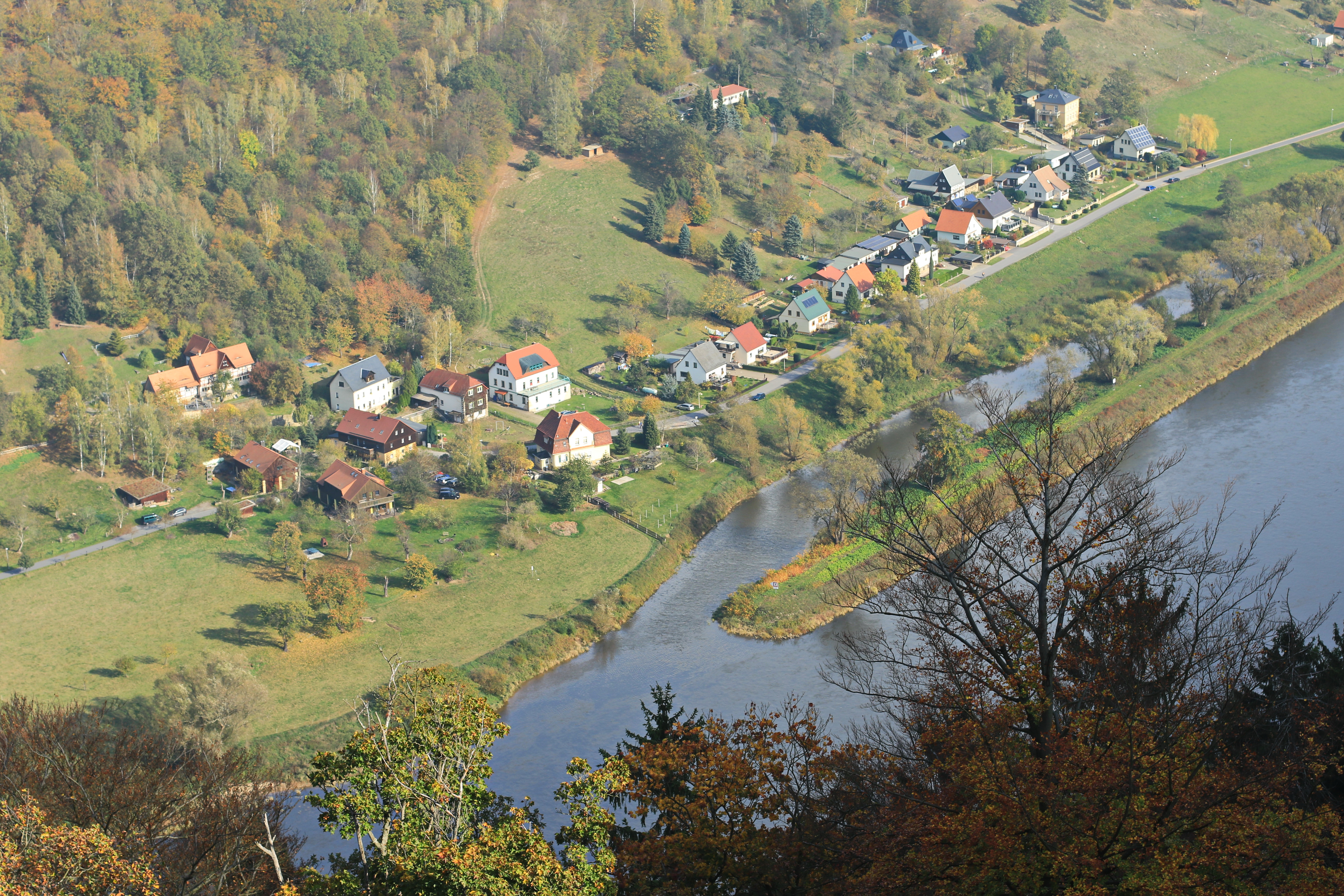
Blick von der Festung Königstein auf Halbestadt.

Halbestadt ist ein Ort ohne Ortsteilstatus in der sächsischen Stadt Königstein (Sächsische Schweiz) im Landkreis Sächsische Schweiz-Osterzgebirge.

## Geographie
In der Form eines lockeren Straßendorfes liegt Halbestadt langgezogen am rechten Ufer der Elbe gegenüber dem Königsteiner Stadtzentrum. Auf der nördlichen, flussabgewandten Seite erhebt sich eine Hochebene, die vom Lilienstein gekrönt wird.

## Geschichte

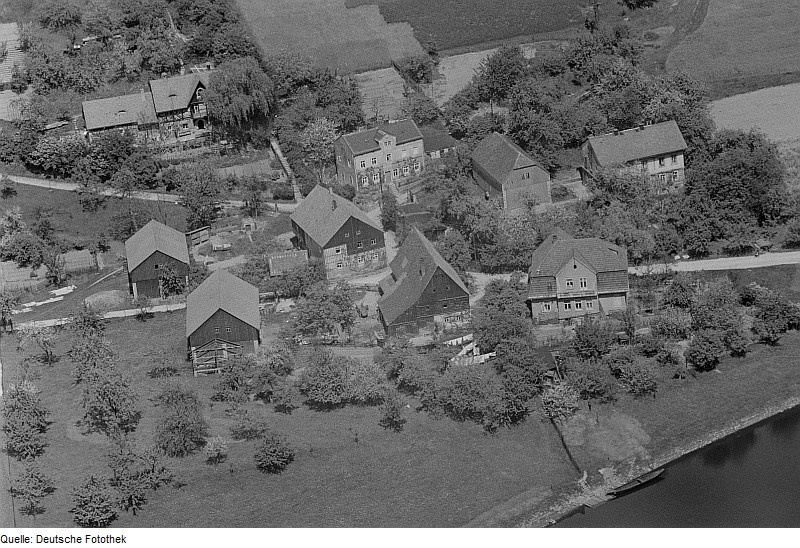
Blick auf die Häuser an der Hafeneinfahrt (1950)

Die Siedlung Halbestadt geht auf das Mönchsvorwerk des Cölestiner-Klosters zurück. Die Stadt kaufte 1550 das Vorwerk und teilte es in elf Parzellen auf, die in Erbpacht an Königsteiner Bürger vergeben wurden.
Die Halbestädter Einwohner durften aufgrund eines kurfürstlichen Privilegs mit der Gierfähre kostenlos über die Elbe setzen.
Während der Befreiungskriege legten französische Truppen einen Weg von Halbestadt zum Lilienstein an, der ihretwegen Napoleonsteig genannt wird. Das dort befindliche Umgebindehaus jener Zeit (Nr. 28) wird auch als Napoleonhaus bezeichnet. Noch älter ist das Wohnhaus Nr. 25.
In den Jahren 1864/1865 wurde im Zuge der Elbregulierungen ein kleiner Winterhafen angelegt. Zehn Jahre später lebten in Halbestadt und Ebenheit 252 Einwohner.
Am Naturfreundehaus Halbestadt (Nr. 13) erinnert ein Gedenkstein an den NS-Gegner Fritz Gumpert, der hier 1933 ermordet wurde, nachdem zu Beginn der NS-Zeit das Haus enteignet und zu einem frühen Konzentrationslager umgewandelt wurde. In ihm waren 70 bis 100 politische NS-Gegner aus Pirna und umliegenden Orten interniert. Zu DDR-Zeiten wurde das Haus Jugendherberge und trug den Namen „Julius Fučík“.

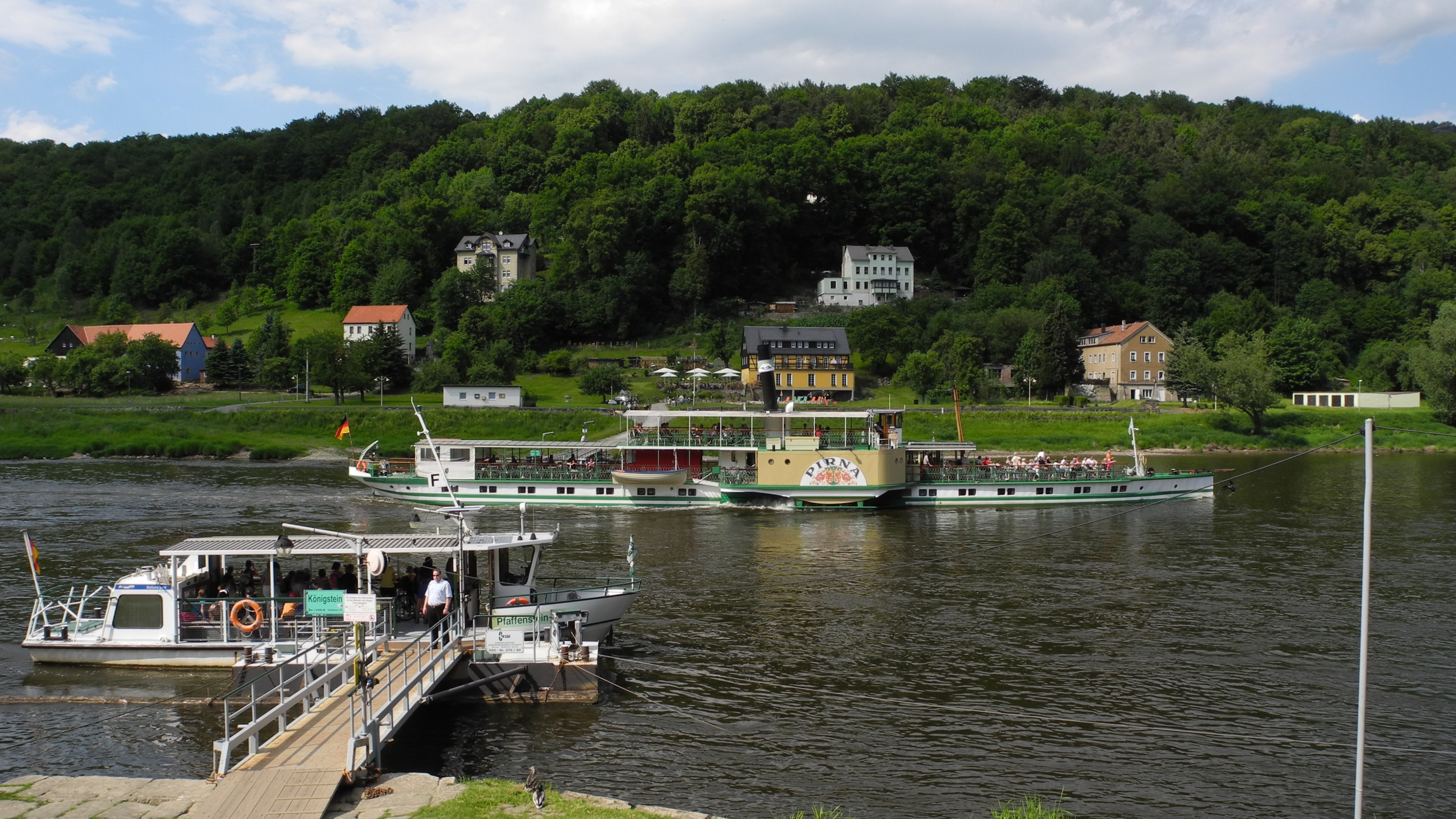
Blick vom Königsteiner Ufer auf die Elbfähre und die Halbestädter Anlegestelle während der Durchfahrt des Raddampfers Pirna der Weißen Flotte

Die Elbfähre wurde 1993 durch eine motorisierte Fähre ersetzt.